# Villers-le-Sec (Aisne)
Villers-le-Sec è un comune francese di 278 abitanti situato nel dipartimento dell'Aisne della regione dell'Alta Francia.

## Società

### Evoluzione demografica
Abitanti censiti